# Ulm, Arkansas
Ulm là một thị trấn thuộc quận Prairie, tiểu bang Arkansas, Hoa Kỳ. Năm 2010, dân số của thị trấn này là 170 người.

## Dân số
- Dân số năm 2000: 205 người.
- Dân số năm 2010: 170 người.